# Старокостянтинівський млин
Старокостянтинівський млин, червоний млин — історичний водяний млин у місті Старокостянтинів на Хмельниччині, що збудований у 1905 р. Вважається однією з найяскравіших пам'яток індустріальної архітектури епохи модерну в Україні.

## Історія
Збудований акціонерною компанією Гольдштейна на замовлення цукрозаводчика Дубасова на місці злиття річок Ікопоть та Случ. По смерті Дубасова млин належав його вдові, останньої господині Старокостянтинівського замку.
Працював до 1986 року. Наразі тут ведеться реставрація.

## Опис
П'ятиповерховий з червоної цегли, має багате декорування фасаду.  Його видно від замку Острозьких з протилежного берега річки.

## Галерея

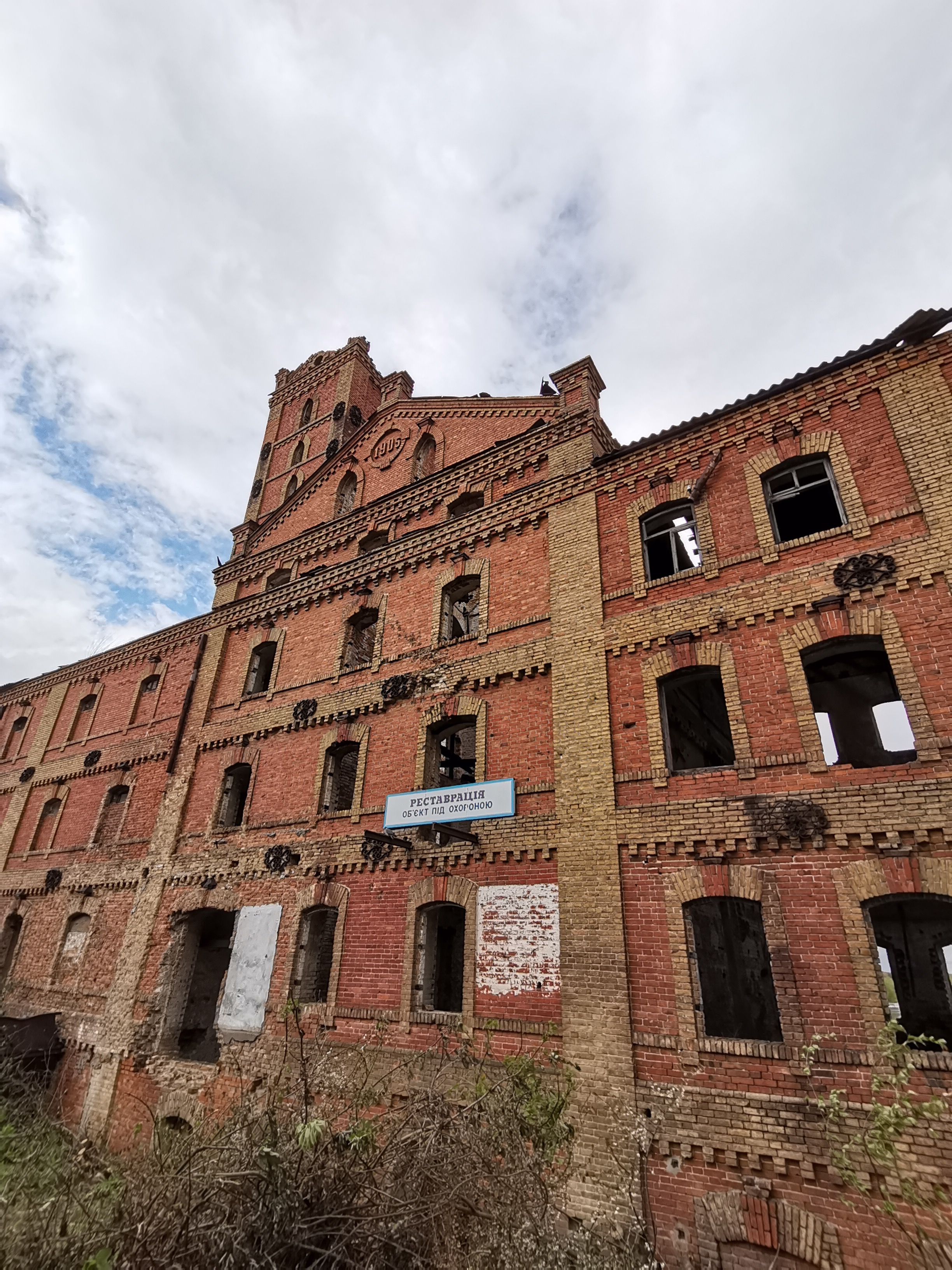
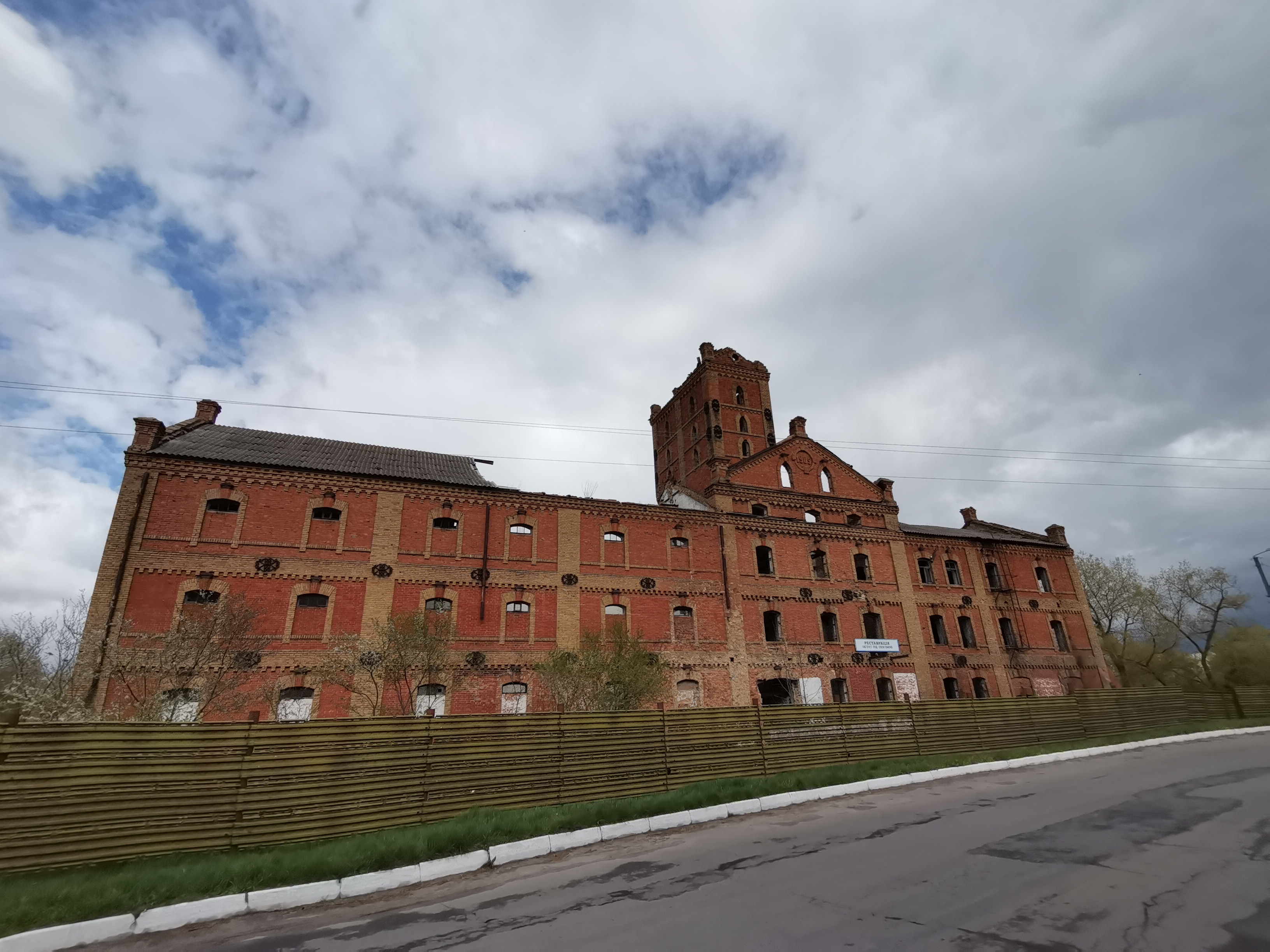